# أخلاقيات معيارية
الأخلاق المعيارية هي دراسة السلوك الأخلاقي وهي فرع من الأخلاق الفلسفية التي تبحث في الأسئلة التي تنشأ فيما يتعلق بكيفية التصرف بالمعنى الأخلاقي.
تختلف الأخلاق المعيارية عن الأخلاق الفوقية في أن الأول يفحص معايير صواب التصرفات والخطأ، بينما يدرس الأخير معنى اللغة الأخلاقية وميتافيزيقا الحقائق الأخلاقية. وبالمثل، تختلف الأخلاق المعيارية عن الأخلاق التطبيقية من حيث أن الأول يهتم أكثر بـ «من يجب أن يكون» بدلاً من أخلاقيات قضية معينة (على سبيل المثال، إذا كان الإجهاض مقبولاً أو متى يكون ذلك مقبولاً). تتميز الأخلاق المعيارية أيضًا عن الأخلاق الوصفية، حيث أن الأخيرة عبارة عن تحقيق تجريبي في المعتقدات الأخلاقية للناس. في هذا السياق، يُطلق على الأخلاق المعيارية أحيانًا اسم توجيهي ، على عكس الوصفيةالأخلاق. ومع ذلك، في إصدارات معينة من النظرة الفوقية للواقعية الأخلاقية، تكون الحقائق الأخلاقية وصفية وتعليمية في نفس الوقت.
يحتاج التبرير المناسب لمجموعة من المبادئ إلى تفسير تلك المبادئ. يجب أن يكون تفسيرًا للسبب الذي يجعل هذه الأهداف والمحظورات وما إلى ذلك على وجه التحديد يجب أن تُعطى وزناً وليس غيرها. ما لم يتم تقديم تفسير متماسك للمبادئ (أو إثبات أنها لا تتطلب مبررًا إضافيًا)، فلا يمكن اعتبارها مبررة، وقد يكون هناك سبب لرفضها. لذلك، هناك حاجة للتفسير في النظرية الأخلاقية.
تستند معظم النظريات الأخلاقية التقليدية على المبادئ التي تحدد ما إذا كان الفعل صحيحًا أم خاطئًا. تشمل النظريات الكلاسيكية في هذا السياق النفعية، والكانطية، وبعض أشكال العقدية. عرضت هذه النظريات بشكل أساسي استخدام المبادئ الأخلاقية الشاملة لحل القرارات الأخلاقية الصعبة.

## نظريات الأخلاقية المعيارية
هناك خلافات حول ما يعطي بالتحديد الفعل أو القاعدة أو التصرف قوته الأخلاقية. هناك ثلاث وجهات نظر متنافسة حول كيفية الإجابة على الأسئلة الأخلاقية، جنبًا إلى جنب مع المواقف المختلطة التي تجمع بين بعض عناصر كل منها: أخلاق الفضيلة، والأخلاق الأخلاقية؛ والعواقبية. _ يركز الأول على شخصية أولئك الذين يتصرفون. في المقابل، تركز كل من الأخلاق الواجبة والعواقبية على حالة الفعل أو القاعدة أو التصرف نفسه، وتأتي في أشكال مختلفة.

### الأخلاق الفضيلة
تركز أخلاقيات الفضيلة، التي دعا إليها أرسطو مع بعض الجوانب التي يدعمها القديس توما الأكويني، على الشخصية المتأصلة للشخص بدلاً من الإجراءات المحددة.  كان هناك إحياء كبير لأخلاقيات الفضيلة في نصف القرن الماضي، من خلال عمل فلاسفة مثل جي إي إم أنسكومب، وفيليبا فوت، وألسدير ماكنتاير، ومورتيمر ج.أدلر، وجاك ماريتين، وإيف سيمون، وروزاليند هيرست هاوس.

### الأخلاق الأخلاقية
يجادل علم الأخلاق بأنه يجب اتخاذ القرارات مع مراعاة عوامل واجبات الفرد وحقوقه. تتضمن بعض النظريات الأخلاقية ما يلي:
- واجب إيمانويل كانط القاطع، الذي يرسخ الأخلاق في القدرة العقلانية للإنسانية ويؤكد بعض القوانين الأخلاقية غير القابلة للانتهاك.
- التعاقدية لجون راولز، التي ترى أن الأفعال الأخلاقية هي تلك التي سنوافق عليها جميعًا إذا كنا غير منحازين، وراء «حجاب الجهل».
- نظريات الحقوق الطبيعية، مثل نظريات جون لوك أو روبرت نوزيك، التي تؤكد أن البشر لهم حقوق طبيعية مطلقة.

### العواقبية
تجادل العواقبية بأن أخلاقية الفعل تتوقف على نتيجة أو نتيجة الفعل. تتنوع النظريات العواقبية فيما تعتبره ذا قيمة (مثل الأكسيولوجيا)، وتشمل:
- المذهب النفعي يرى أن الفعل يكون صحيحًا إذا أدى إلى أكبر قدر من السعادة لأكبر عدد من الناس. قبل صياغة مصطلح «العواقبية» بواسطة GEM Anscombe في عام 1958 واعتماد هذا المصطلح في الأدبيات التي تلت ذلك، كانت النفعية هي المصطلح العام للعواقبية ، مشيرًا إلى جميع النظريات التي روجت لتعظيم أي شكل من أشكال المنفعة، وليس فقط تلك النظريات التي عززت تعظيم السعادة.
- الدولة العواقبية، أو العواقبية موهي، ترى أن الإجراء صحيح إذا أدى إلى رفاهية الدولة ، من خلال النظام ، والثروة المادية ، والنمو السكاني .
- تؤكد الأخلاقيات الظرفية على السياق الخاص للفعل عند تقييمه بشكل أخلاقي. على وجه التحديد، ترى الأشكال المسيحية للأخلاق الظرفية أن الفعل الصحيح هو الذي يخلق النتيجة الأكثر حبًا، وأن الحب يجب أن يكون دائمًا هدف الناس.
- تملي العقلية أن أفضل إجراء هو الذي يعزز المعرفة ويعززها.
- الرفاهية، التي تجادل بأن أفضل إجراء هو الذي يزيد الرفاهية الاقتصادية أو الرفاهية .
- نفعية التفضيل، التي ترى أن أفضل إجراء هو الذي يؤدي إلى رضا التفضيل العام.[7]

### نظريات أخرى
- أخلاقيات الرعاية: أو الأخلاق العلائقية، التي أسسها المنظّرون النسويون، ولا سيما كارول جيليجان، تجادل بأن الأخلاق تنشأ من تجارب التعاطف والرحمة. ويؤكد على أهمية الترابط والعلاقات في تحقيق الأهداف الأخلاقية.[8]
- الأخلاق المعيارية : يصعب تصنيف الأخلاق البراغماتية بالكامل في أي من المفاهيم الأربعة السابقة. يجادل هذا الرأي بأن الصواب الأخلاقي يتطور بشكل مشابه لأنواع أخرى من المعرفة - اجتماعيًا على مدار العديد من الأعمار - وأنه من المرجح أن تتحسن المعايير والمبادئ والمعايير الأخلاقية نتيجة للبحث. يُعرف تشارلز ساندرز بيرس وويليام جيمس وجون ديوي بمؤسسي البراغماتية. كان جيمس دي والاس من أكثر المؤيدين حداثة للأخلاق البراغماتية.[9]
- أخلاقية الدور :تستند أخلاقيات الدور على مفهوم أدوار الأسرة.